# Chamarandes-Choignes
Pour l’article ayant un titre homophone, voir Chamarande (homonymie).
Chamarandes-Choignes est une commune française située dans le département de la Haute-Marne, en région Grand Est.

## Géographie

### Localisation

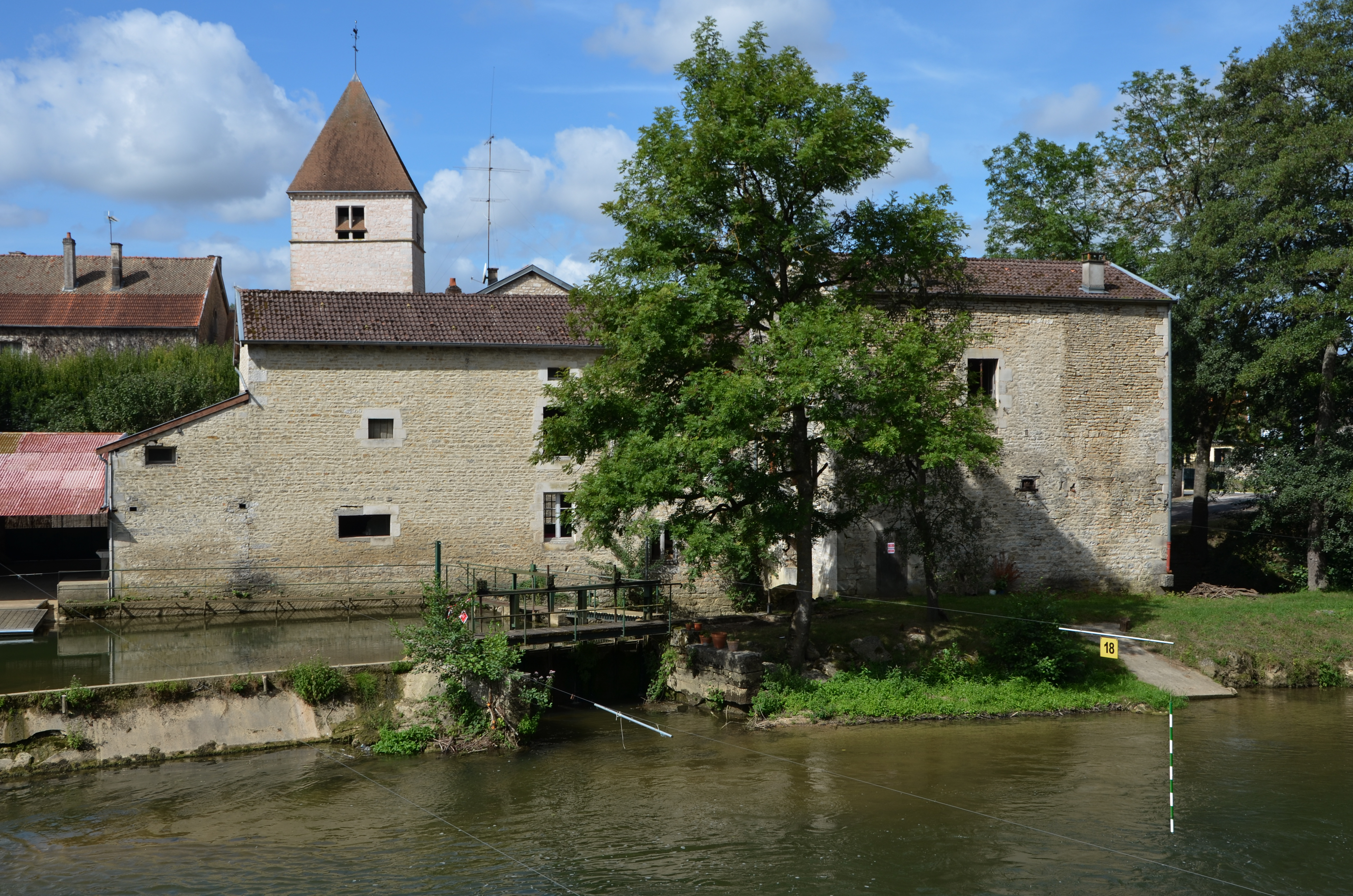
La Marne à Choignes.

La commune de Chamarandes-Choignes est constituée de ces deux villages, situés sur les bords de la Marne, à l'est de Chaumont, le chef-lieu du département dont ils sont limitrophes.
Ces villages bénéficient d'une situation agréable, à deux pas de la ville mais dans un environnement privilégié, organisé autour de la rivière et du canal de la Marne à la Saône qui constituent l'épine dorsale du territoire communal.
Les bois de la rive droite constituent un lieu de promenade privilégié pour les marcheurs et les vététistes, ainsi qu'un territoire de chasse réputé. Il n'est pas rare d'y croiser des chevreuils, biches ou autres cervidés.

### Communes limitrophes
Les communes limitrophes sont Laville-aux-Bois, Verbiesles et Chaumont.
| Chaumont | Chaumont             |                  |
| Chaumont | Chamarandes-Choignes | Biesles          |
| Chaumont | Verbiesles           | Laville-aux-Bois |

### Hydrographie
La commune est dans la région hydrographique « la Seine de sa source au confluent de l'Oise (exclu) » au sein du bassin Seine-Normandie. Elle est drainée par le canal de la Marne a la Saone, la Marne et divers autres petits cours d'eau,.le ruisseau du Sarrasin, 
Le canal de la Marne à la Saône est un canal à bief de partage au gabarit Freycinet, d'une longueur de 160 km reliant les vallées de la Marne et de la Saône, géré par les Voies navigables de France. 
La Marne  prend sa source sur le plateau de Langres, dans la commune de Saints-Geosmes (Haute-Marne) et se jette dans la Seine entre Charenton-le-Pont et Alfortville (Val-de-Marne) dans le quartier de Conflans-l'Archevêque. Les caractéristiques hydrologiques de la Marne sont données par la station hydrologique située sur la commune de Chaumont. Le débit moyen mensuel est de 6,38 m3/s. Le débit moyen journalier maximum est de 81,8 m3/s, atteint lors de la crue du 15 février 1990. Le débit instantané maximal est quant à lui de 99,4 m3/s, atteint le 4 octobre 2006.

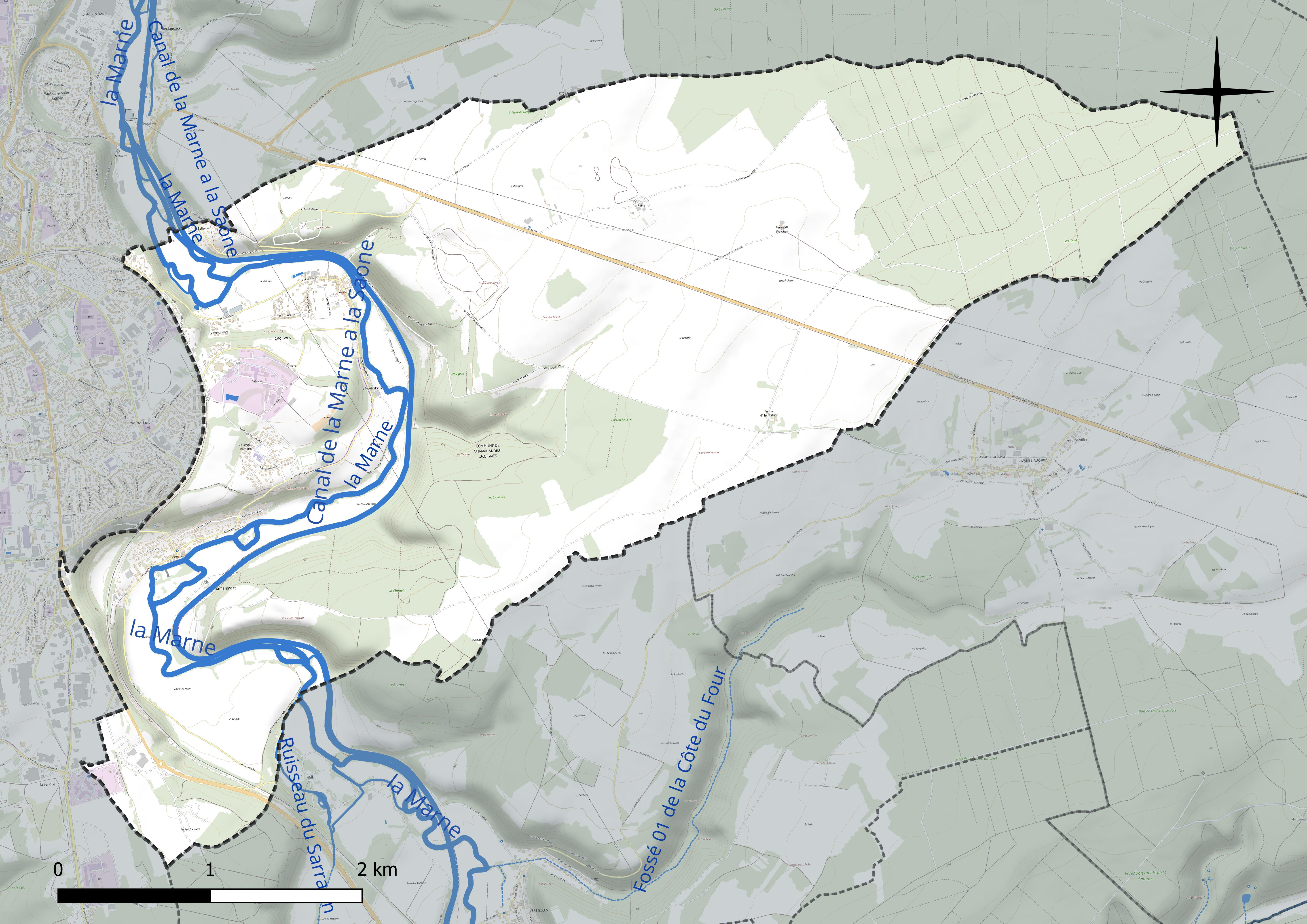
Réseau hydrographique de Chamarandes-Choignes.

### Climat
Pour des articles plus généraux, voir Climat du Grand Est et Climat de la Haute-Marne.
En 2010, le climat de la commune est de type climat de montagne, selon une étude du Centre national de la recherche scientifique s'appuyant sur une série de données couvrant la période 1971-2000. En 2020, Météo-France publie une typologie des climats de la France métropolitaine dans laquelle la commune est exposée à un climat océanique altéré et est dans la région climatique  Lorraine, plateau de Langres, Morvan, caractérisée par un hiver rude (1,5 °C), des vents modérés et des brouillards fréquents en automne et hiver. 
Pour la période 1971-2000, la température annuelle moyenne est de 9,8 °C, avec une amplitude thermique annuelle de 16,1 °C. Le cumul annuel moyen de précipitations est de 983 mm, avec 13,8 jours de précipitations en janvier et 9,4 jours en juillet. Pour la période 1991-2020, la température moyenne annuelle observée sur la station météorologique de Météo-France la plus proche, « Bourdons_sapc », sur la commune de Bourdons-sur-Rognon à 15 km à vol d'oiseau, est de 10,0 °C et le cumul annuel moyen de précipitations est de 1 011,1 mm. 
La température maximale relevée sur cette station est de 40,1 °C, atteinte le 25 juillet 2019 ; la température minimale est de −22,1 °C, atteinte le 20 décembre 2009,,. 
Les paramètres climatiques de la commune ont été estimés pour le milieu du siècle (2041-2070) selon différents scénarios d'émission de gaz à effet de serre à partir des nouvelles projections climatiques de référence DRIAS-2020. Ils sont consultables sur un site dédié publié par Météo-France en novembre 2022.

## Urbanisme

### Typologie
Au 1er janvier 2024, Chamarandes-Choignes est catégorisée ceinture urbaine, selon la nouvelle grille communale de densité à sept niveaux définie par l'Insee en 2022.
Elle appartient à l'unité urbaine de Chaumont, une agglomération intra-départementale regroupant deux  communes, dont elle est une commune de la banlieue,,. Par ailleurs la commune fait partie de l'aire d'attraction de Chaumont, dont elle est une commune de la couronne,. Cette aire, qui regroupe 112 communes, est catégorisée dans les aires de 50 000 à moins de 200 000 habitants,.

### Occupation des sols

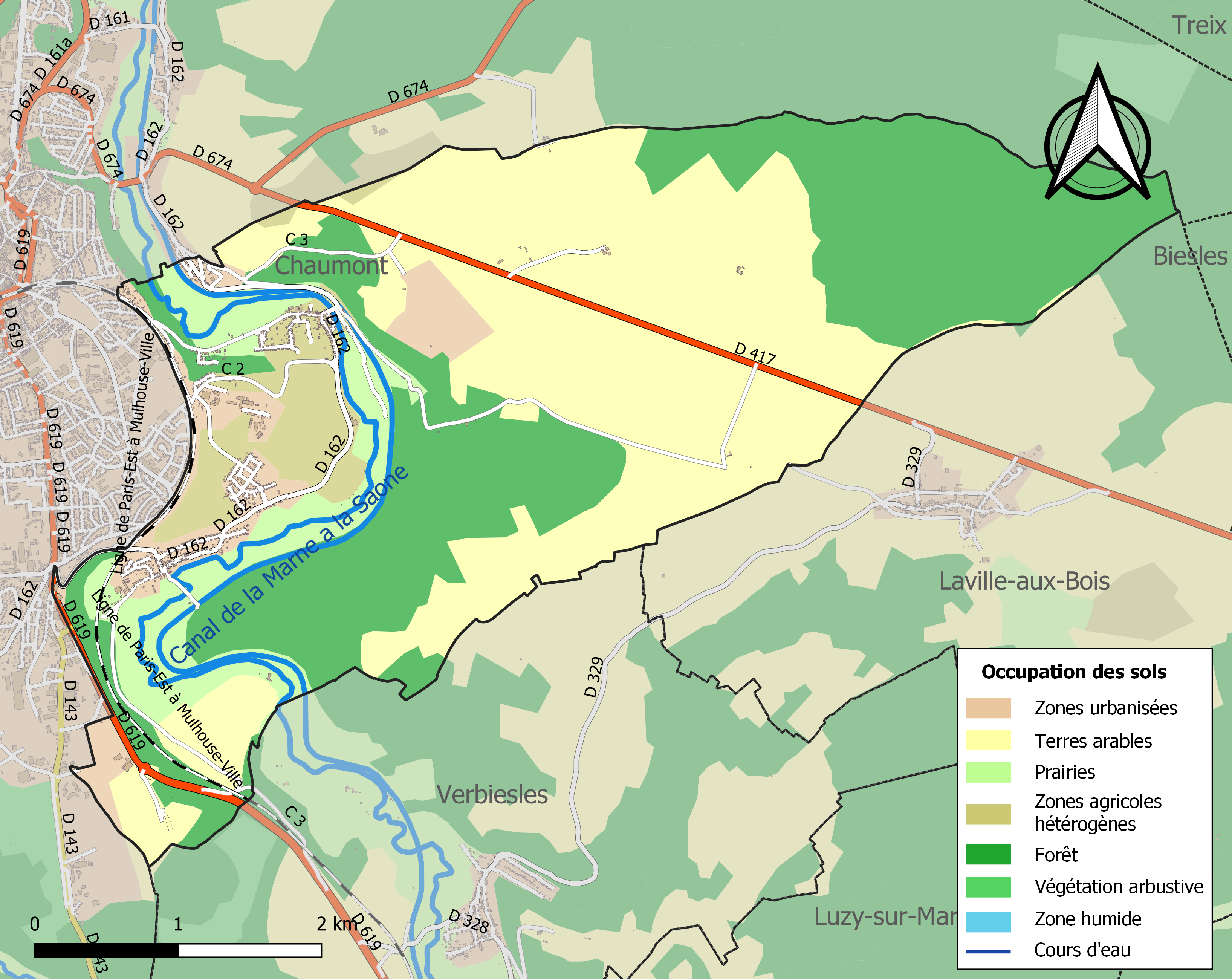
Carte des infrastructures et de l'occupation des sols de la commune en 2018 (CLC).

L'occupation des sols de la commune, telle qu'elle ressort de la base de données européenne d’occupation biophysique des sols Corine Land Cover (CLC), est marquée par l'importance des territoires agricoles (57,1 % en 2018), en diminution par rapport à 1990 (59,9 %). La répartition détaillée en 2018 est la suivante : 
terres arables (41,9 %), forêts (37 %), prairies (9,4 %), zones agricoles hétérogènes (5,8 %), zones urbanisées (3,6 %), mines, décharges et chantiers (1,5 %), zones industrielles ou commerciales et réseaux de communication (0,8 %). L'évolution de l’occupation des sols de la commune et de ses infrastructures peut être observée sur les différentes représentations cartographiques du territoire : la carte de Cassini (XVIIIe siècle), la carte d'état-major (1820-1866) et les cartes ou photos aériennes de l'IGN pour la période actuelle (1950 à aujourd'hui).

## Toponymie
Chamarandes est attesté sous les formes Chamarandae (1175) ; Chemerandes (1189) ; Chamarandes (1204-1210) ; Chamerendes (1222-1243) ; Chamerandes (1225) ; Chimarandes (1242) ; Chamerandae (1275) ; Chamerandiae (1455) ; Chamarande (1773).

Chamarandes est formé de deux éléments : du gaulois *cammino « chemin » et le gaulois -randa « partie », au pluriel, que l'on peut comprendre : « limites , frontières » , donc : « frontières formées par un chemin ».
Choignes est attesté sous les formes Chosne (1173) ; Choesna (1182).

## Histoire
Le 18 janvier 1814, en pleine Campagne de France, un affrontement se déroule au village de Choignes (aujourd’hui Chamarandes-Choignes), sur les rives de la Marne. Ce combat oppose les troupes françaises, principalement composées d’éléments de la Garde impériale et de douaniers, aux forces coalisées formées d’Autrichiens et de Wurtembergeois. Commandés par le général Mortier, les Français reçoivent l’ordre de défendre le pont de Choignes, un point stratégique permettant le passage de la rivière. Malgré des forces inférieures en nombre, les soldats de la Vieille Garde tiennent fermement leur position. Les assauts ennemis sont violents, appuyés par de l’artillerie, et une partie du village est incendiée. Grâce à leur discipline et leur détermination, les troupes françaises parviennent à repousser l’ennemi, empêchant ainsi une percée décisive vers Chaumont. Bien que ce combat soit moins connu que les grandes batailles de la campagne, il illustre la résistance héroïque et la stratégie défensive de Napoléon, qui s’appuyait sur des points-clés comme Choignes pour ralentir l’avance alliée sur Paris.

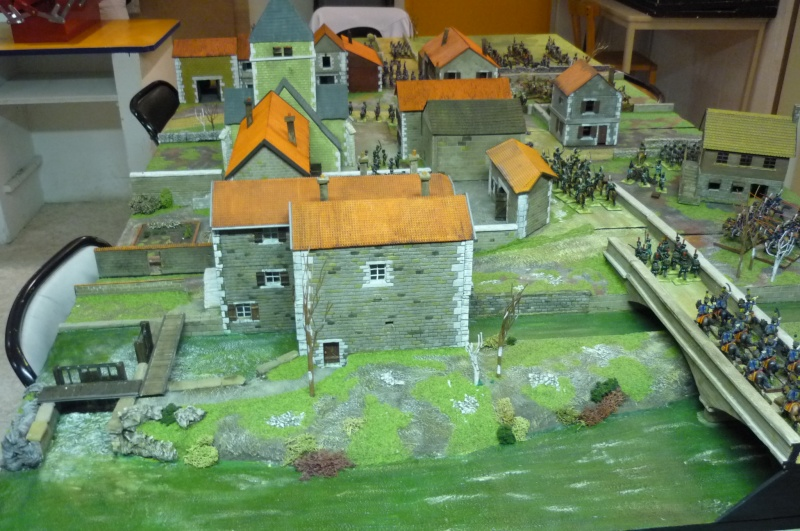

Elle est issue de la fusion, le 1er janvier 1972, des anciennes communes de Chamarandes et Choignes sous le régime de la fusion-association, transformée le 1er janvier 2012 en fusion simple.

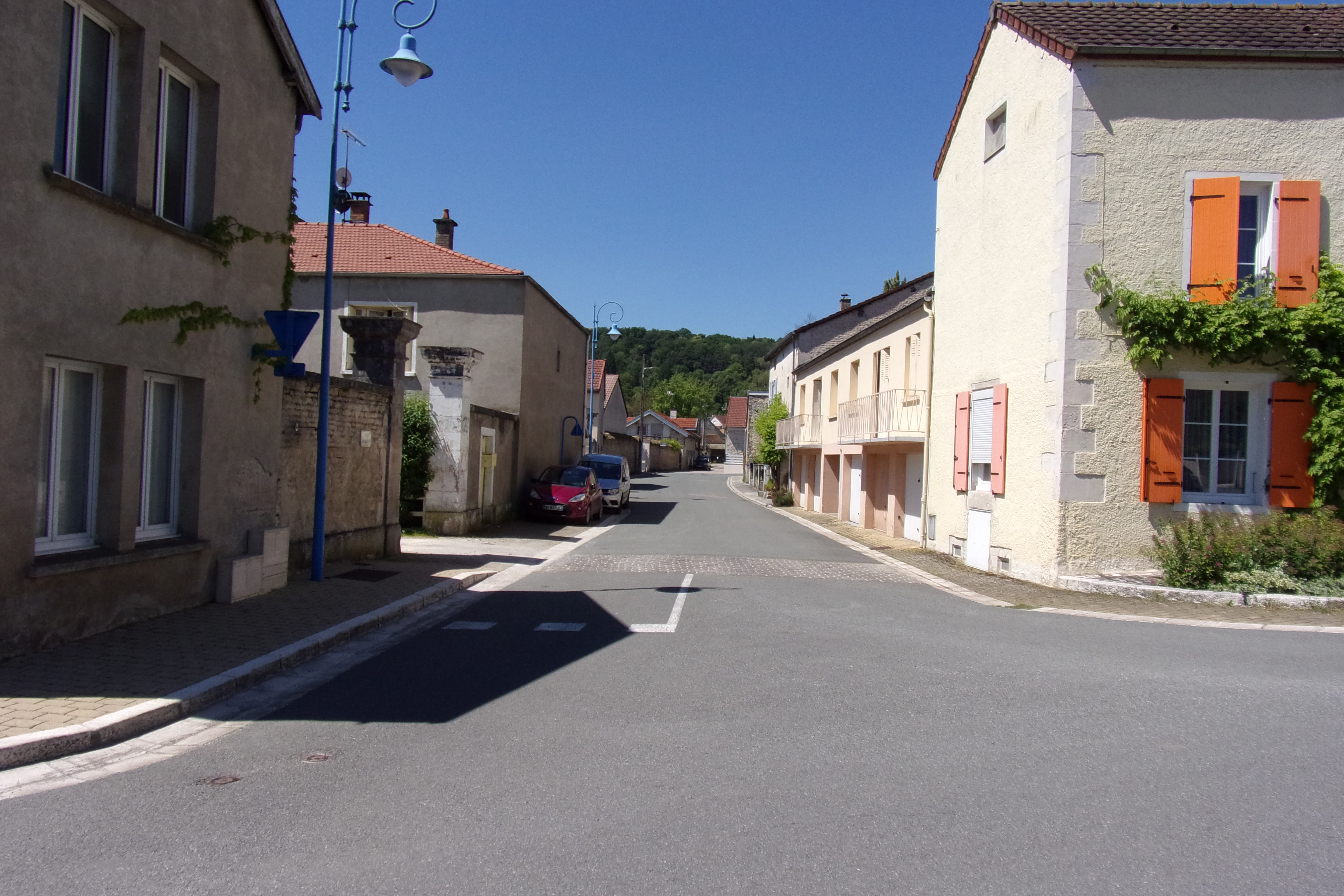
Rue principale de Chamarandes.

## Politique et administration

### Liste des maires
| Période                                  | Période   | Identité              | Étiquette | Qualité |
| ---------------------------------------- | --------- | --------------------- | --------- | ------- |
| Les données manquantes sont à compléter. |           |                       |           |         |
| mars 2001                                | mars 2008 | Francis Noirot        |           |         |
| mars 2008                                | mars 2014 | Henry Cunier          |           |         |
| mars 2014                                | En cours  | Bernadette Retournard |           |         |

## Population et société

### Démographie
L'évolution du nombre d'habitants est connue à travers les recensements de la population effectués dans la commune depuis 1793. Pour les communes de moins de 10 000 habitants, une enquête de recensement portant sur toute la population est réalisée tous les cinq ans, les populations de référence des années intermédiaires étant quant à elles estimées par interpolation ou extrapolation. Pour la commune, le premier recensement exhaustif entrant dans le cadre du nouveau dispositif a été réalisé en 2007.

En 2022, la commune comptait 1 034 habitants, en évolution de −0,1 % par rapport à 2016 (Haute-Marne : −4,62 %, France hors Mayotte : +2,11 %).
| 1793 | 1800 | 1806 | 1821 | 1831 | 1836 | 1841 | 1846 | 1851 |
| ---- | ---- | ---- | ---- | ---- | ---- | ---- | ---- | ---- |
| 205  | 181  | 192  | 174  | 185  | 197  | 205  | 210  | 211  |

| 1856 | 1861 | 1866 | 1872 | 1876 | 1881 | 1886 | 1891 | 1896 |
| ---- | ---- | ---- | ---- | ---- | ---- | ---- | ---- | ---- |
| 212  | 217  | 211  | 209  | 209  | 232  | 271  | 575  | 315  |

| 1901 | 1906 | 1911 | 1921 | 1926 | 1931 | 1936 | 1946 | 1954  |
| ---- | ---- | ---- | ---- | ---- | ---- | ---- | ---- | ----- |
| 364  | 435  | 463  | 513  | 615  | 732  | 782  | 850  | 1 059 |

| 1962  | 1968 | 1975 | 1982 | 1990 | 1999  | 2006  | 2007  | 2012  |
| ----- | ---- | ---- | ---- | ---- | ----- | ----- | ----- | ----- |
| 1 257 | 275  | 718  | 829  | 947  | 1 021 | 1 021 | 1 011 | 1 047 |

| 2017  | 2022  | - | - | - | - | - | - | - |
| ----- | ----- | - | - | - | - | - | - | - |
| 1 034 | 1 034 | - | - | - | - | - | - | - |

## Culture locale et patrimoine

### Lieux et monuments

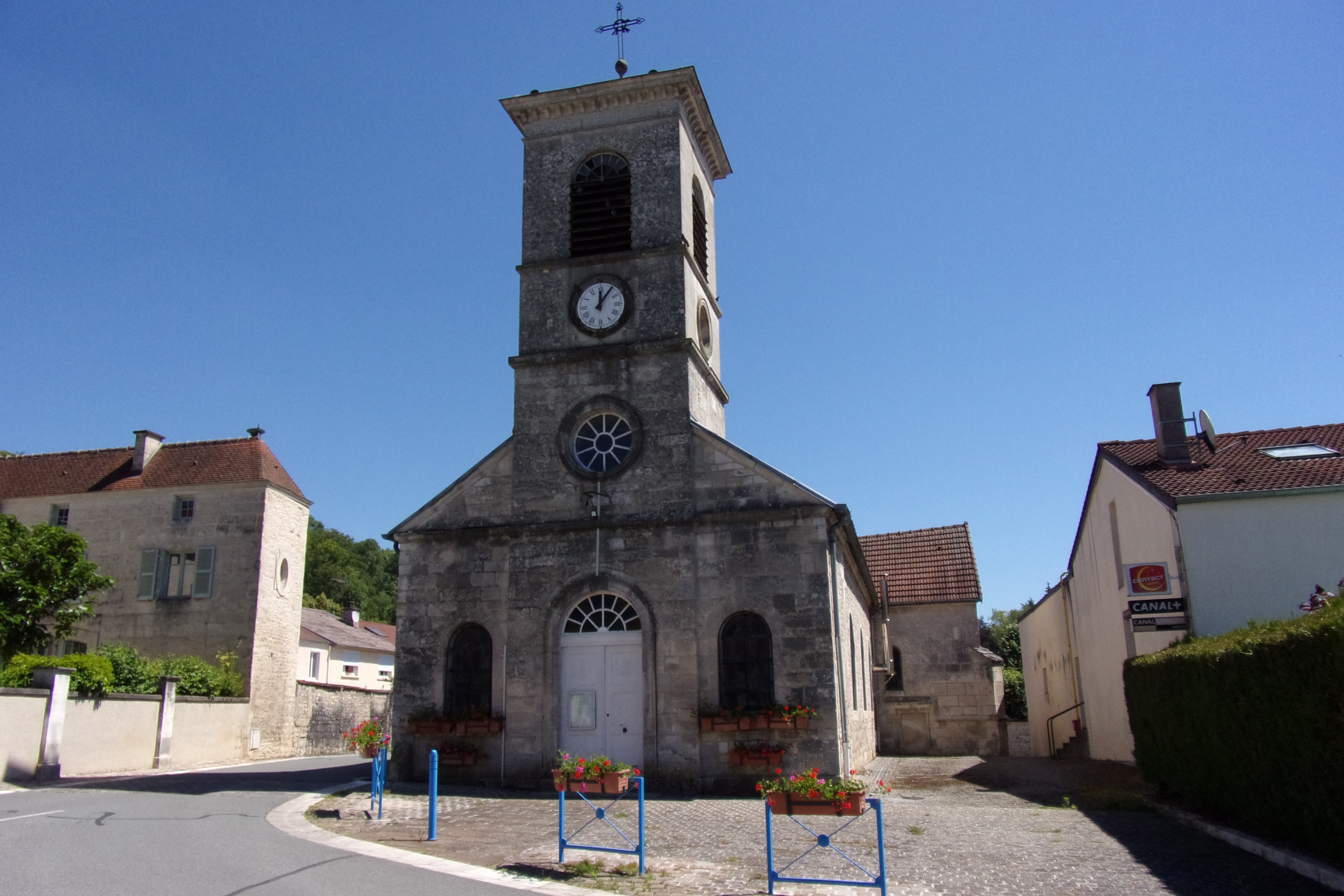
L'église de Chamarandes.
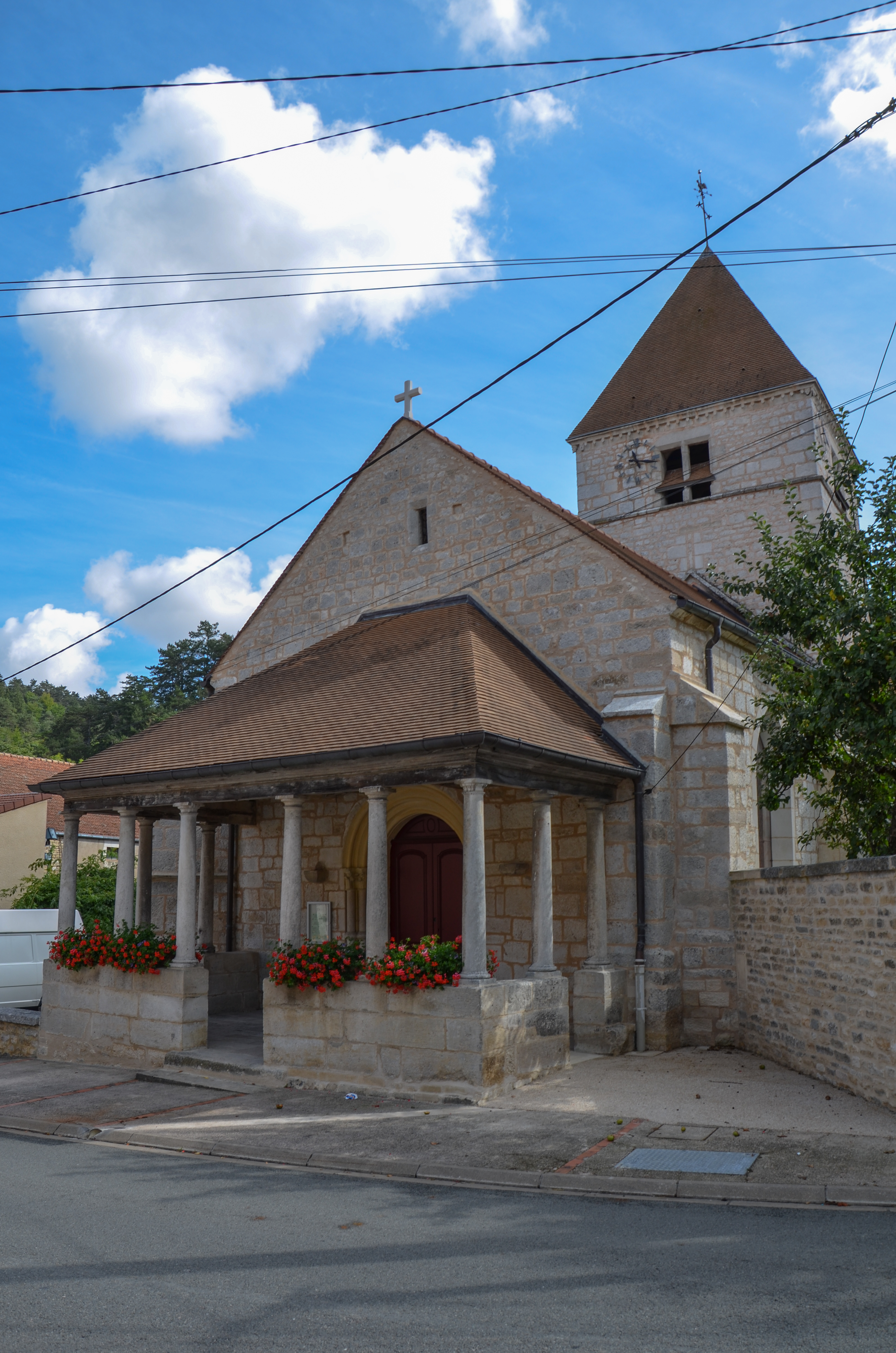
L'église de Choignes.

### Photographies de Choignes

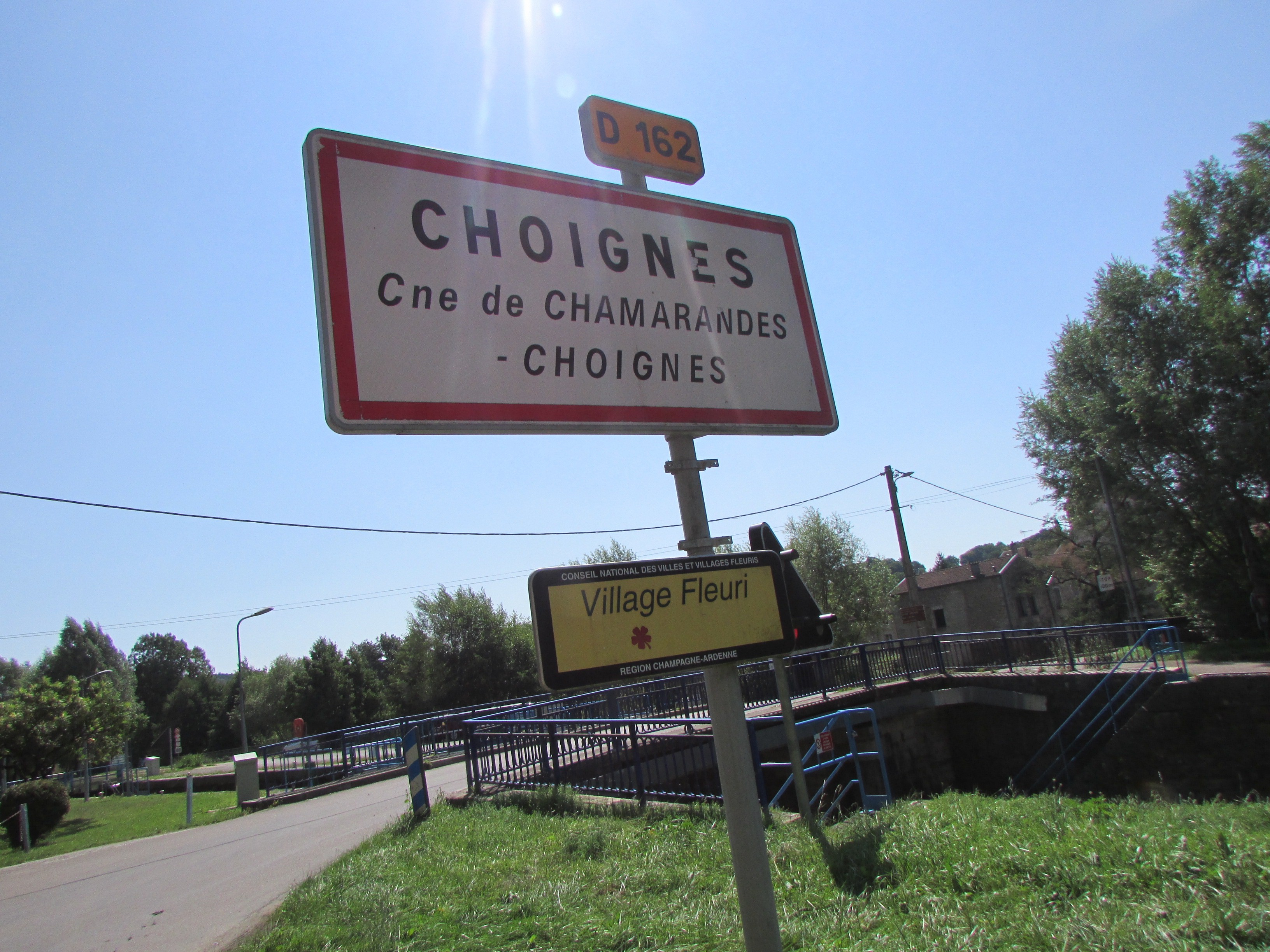
L'entrée du village.
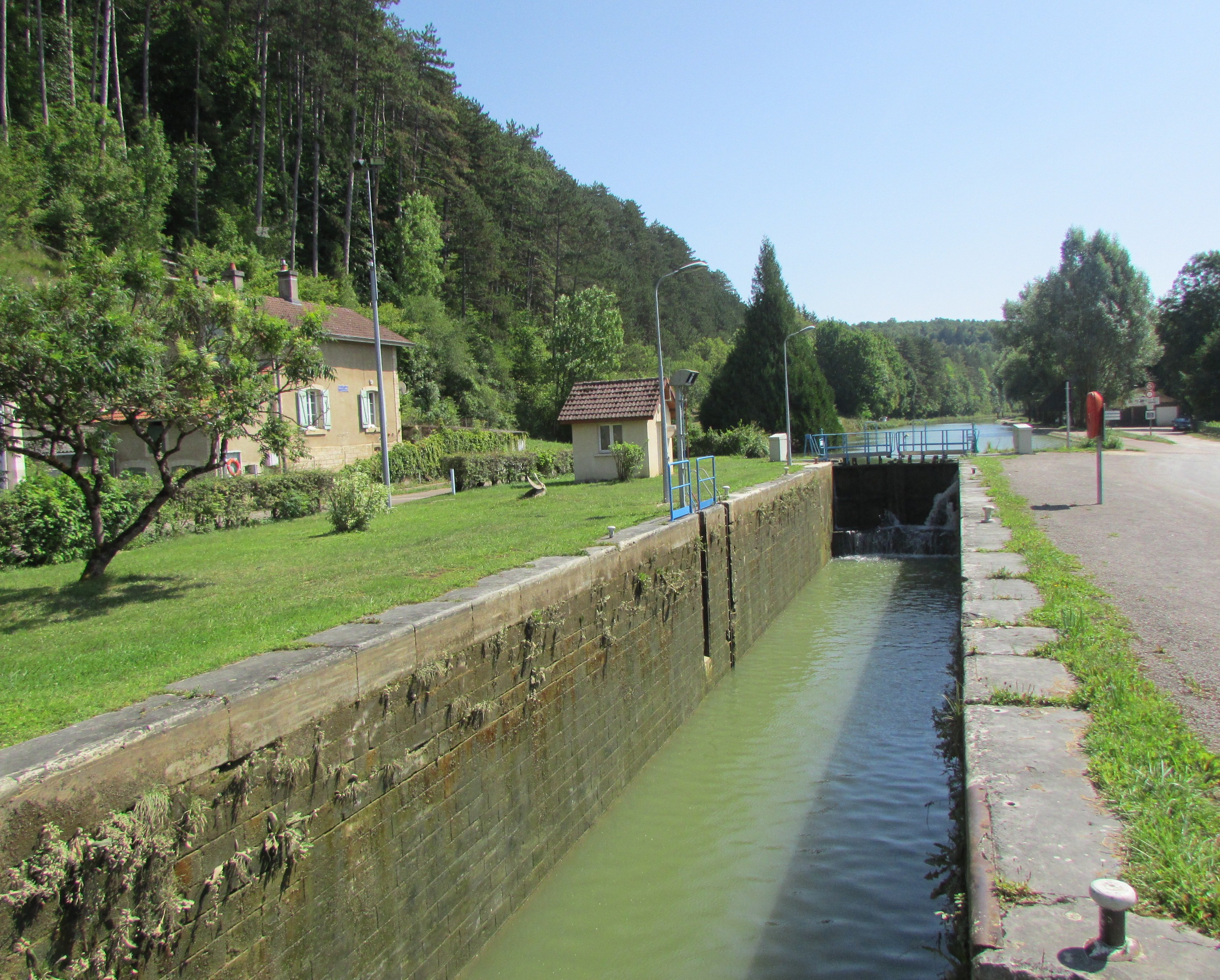
L'écluse sur le canal de la Marne à la Saône.
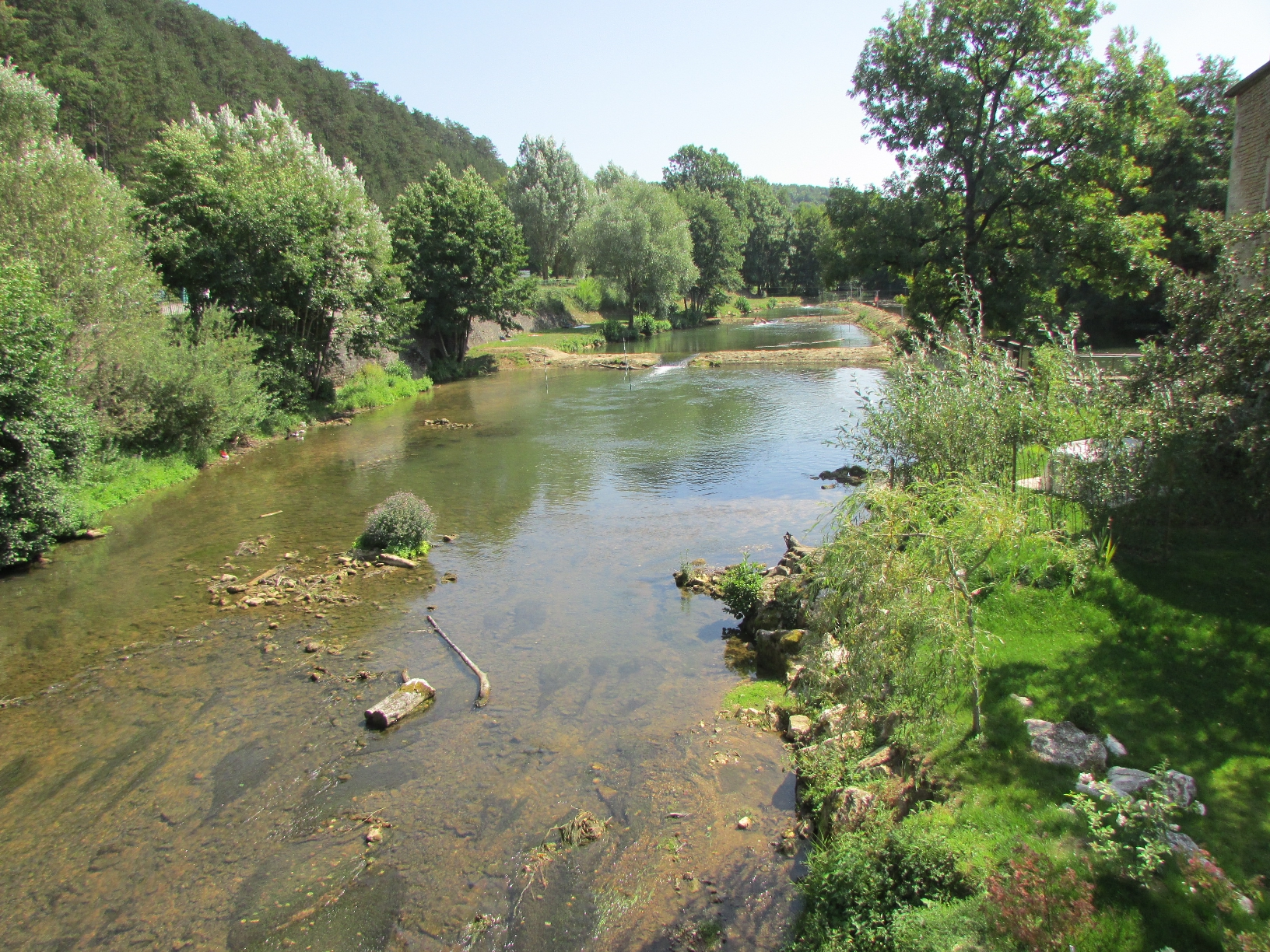
La Marne à Choignes.
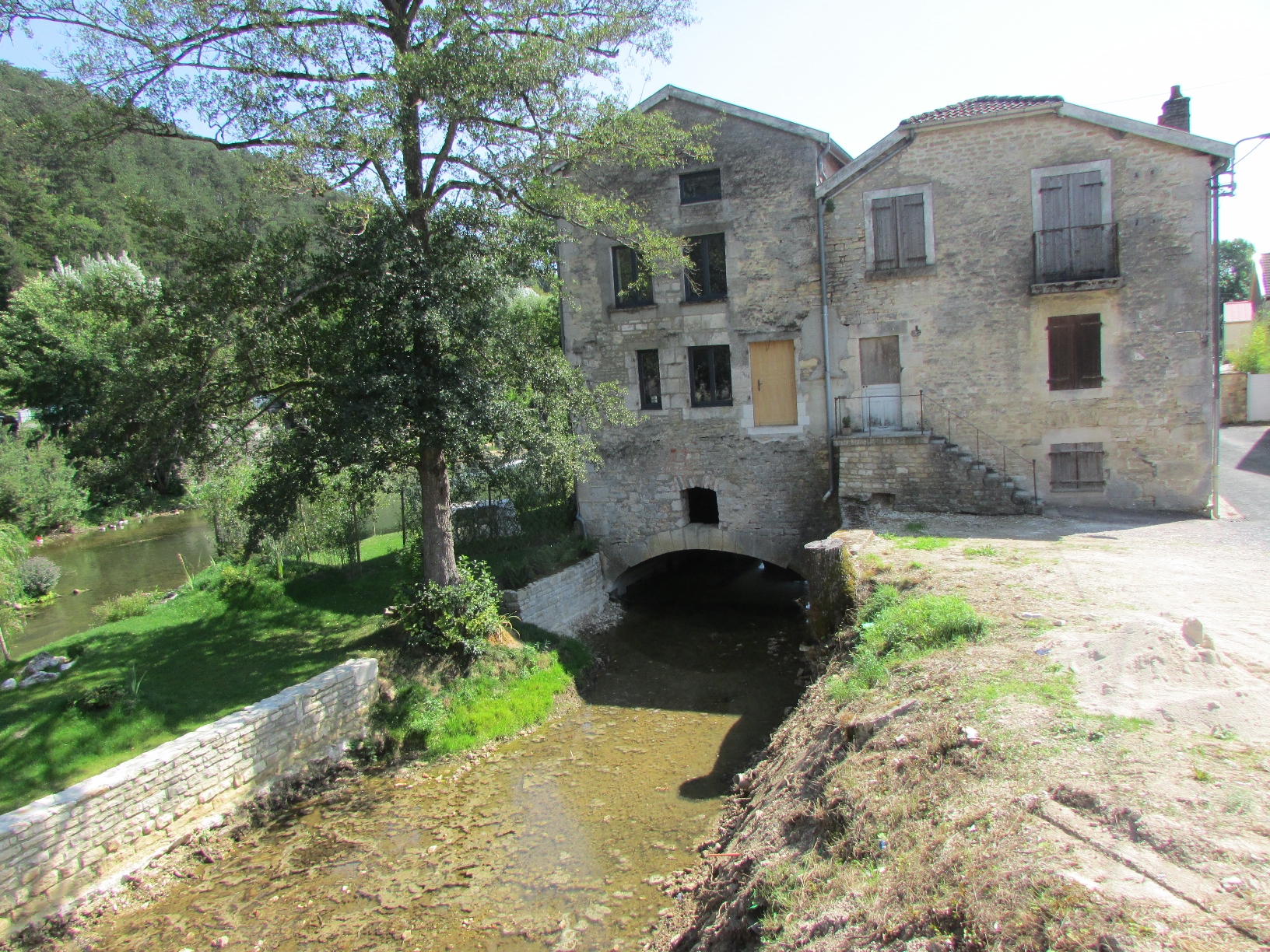
Vieux moulin.
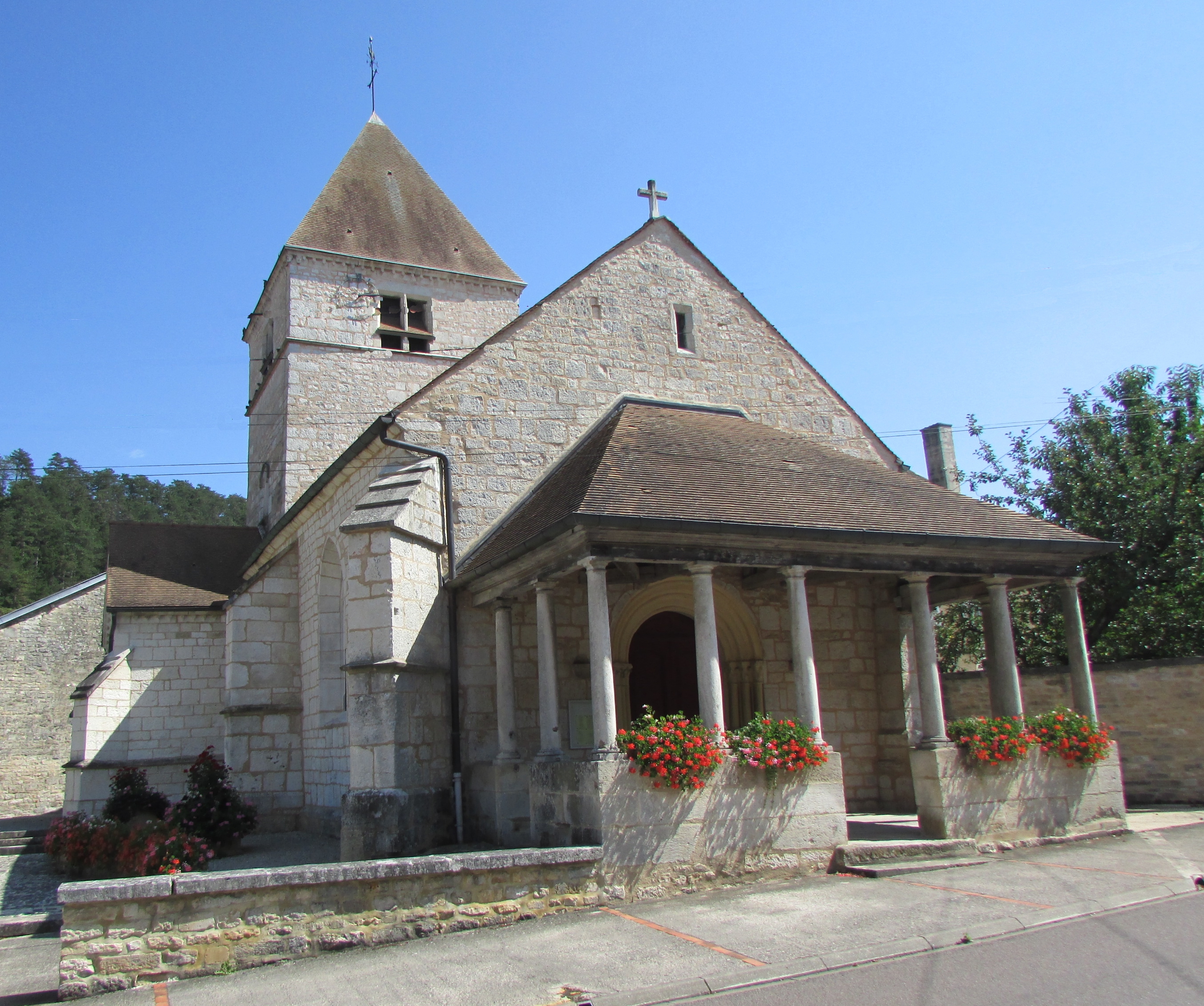
L'église.
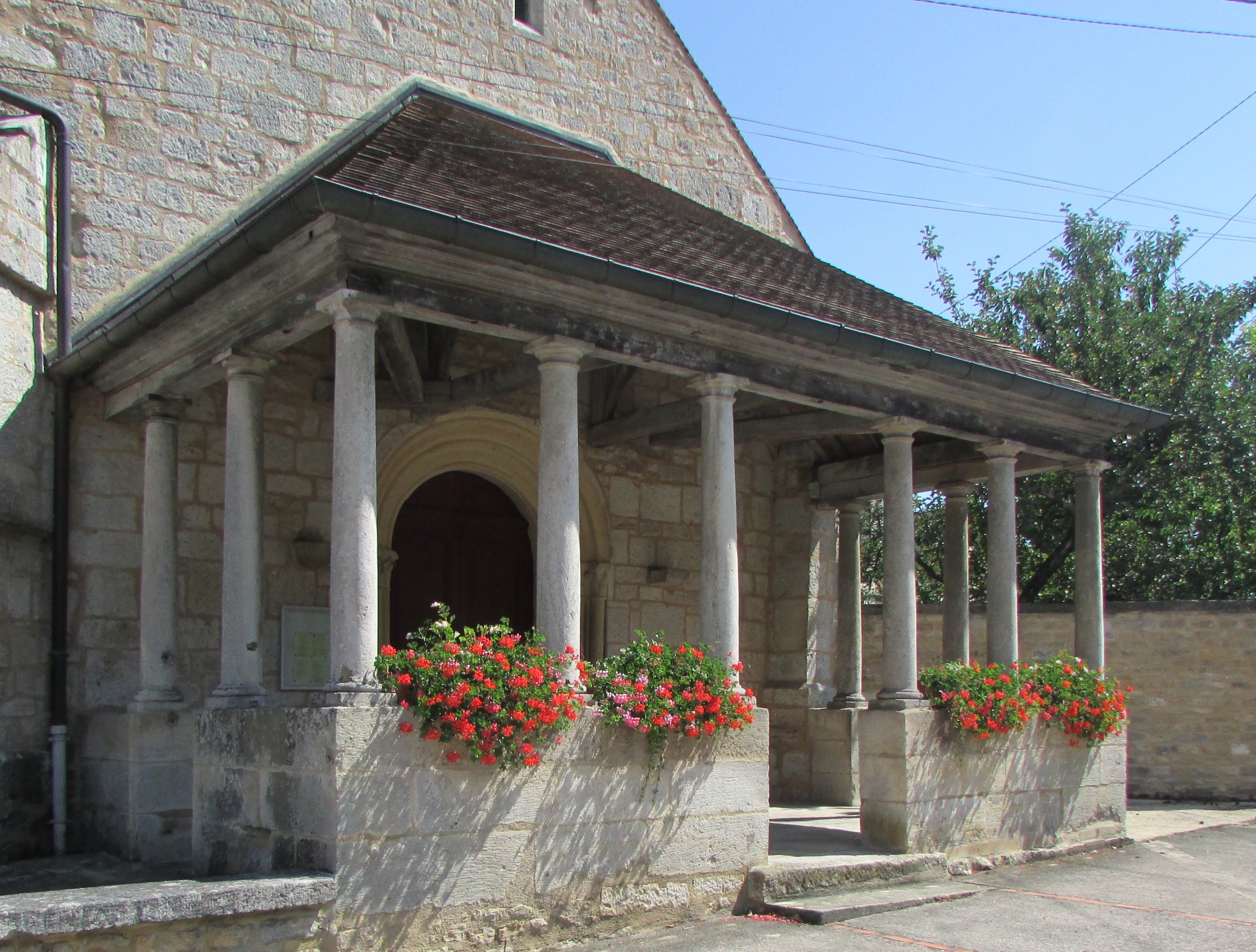
Le porche couvert de l'église.
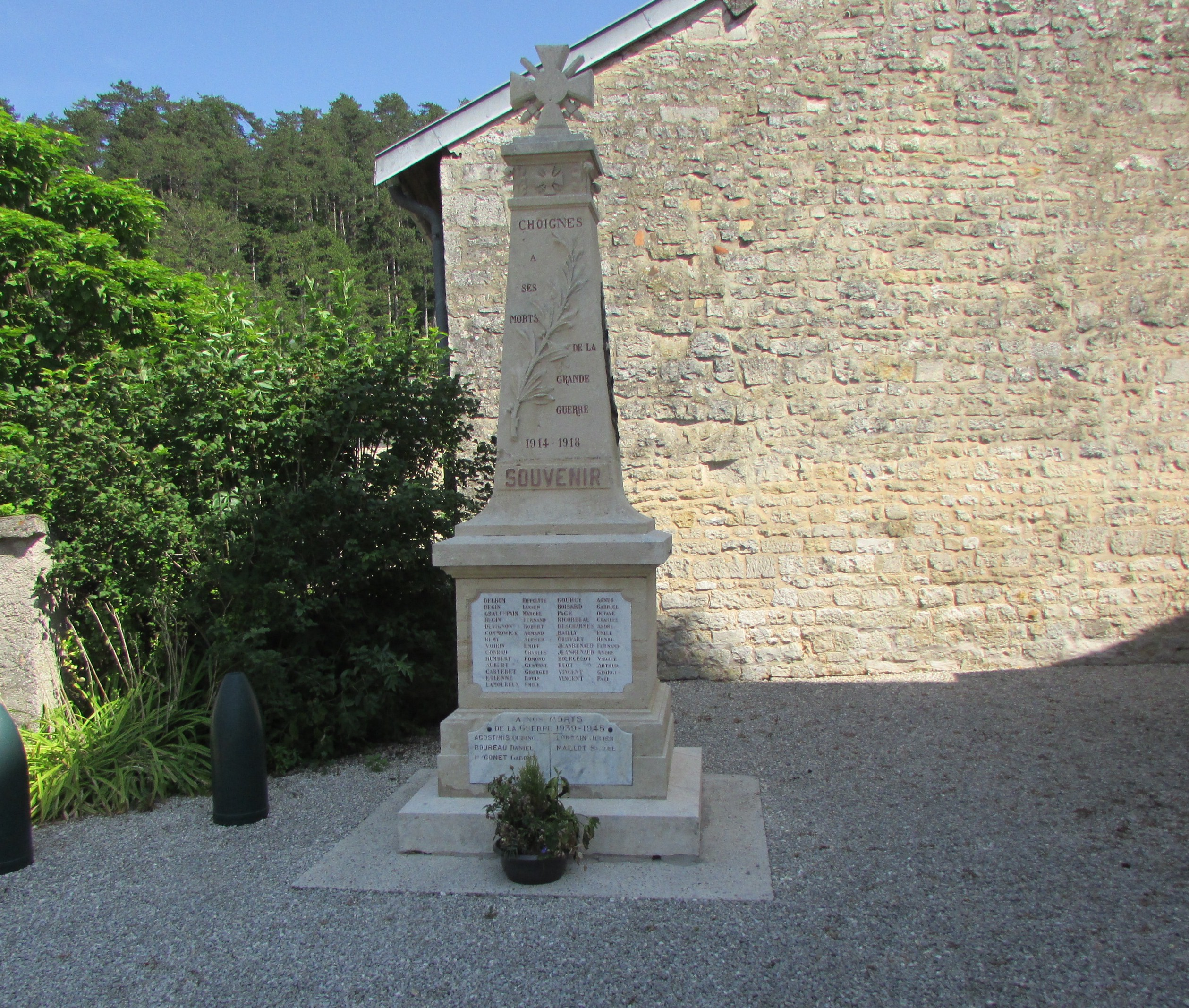
Le monument aux morts.

### Photographies de Chamarandes

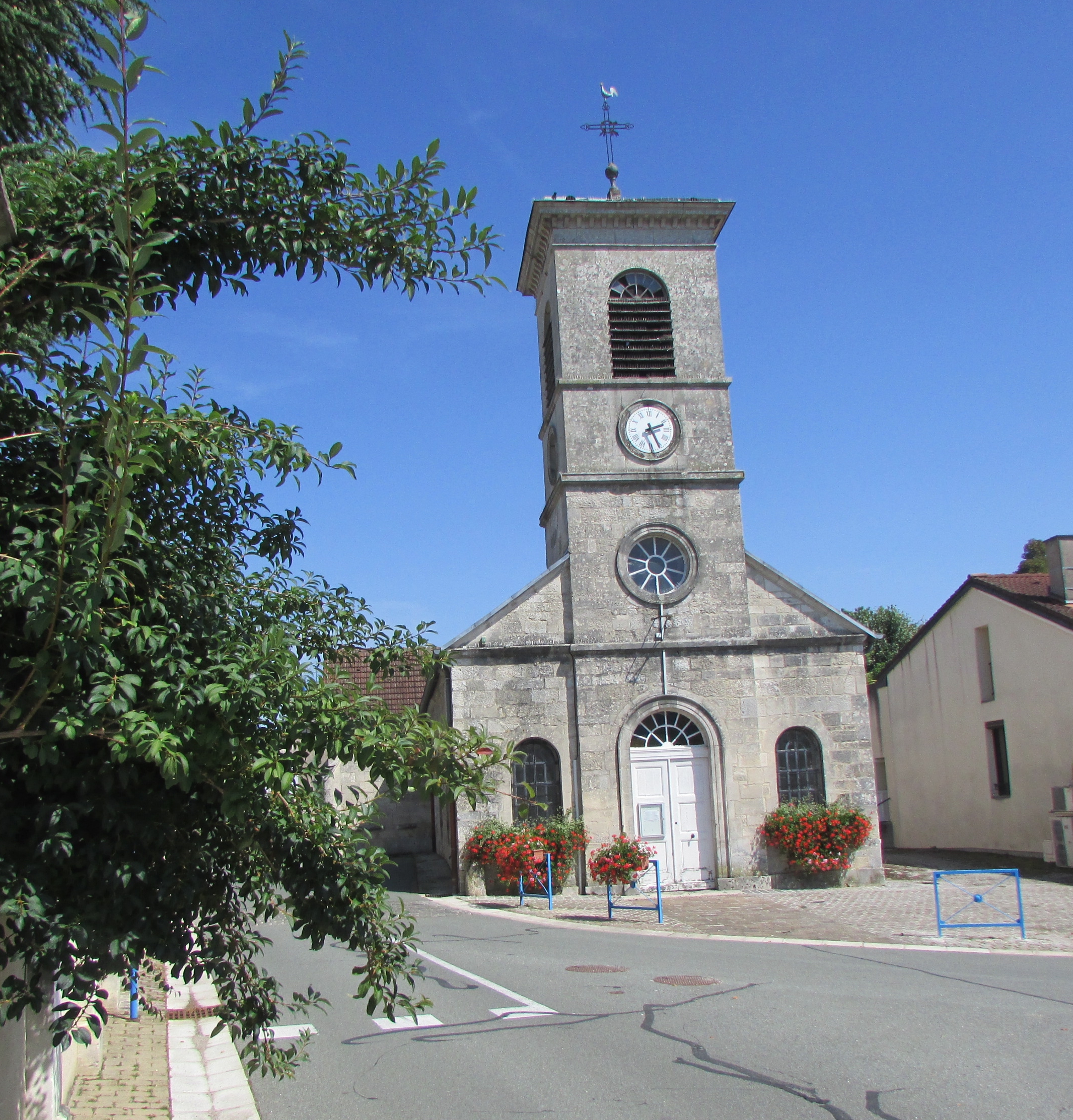
L'église.
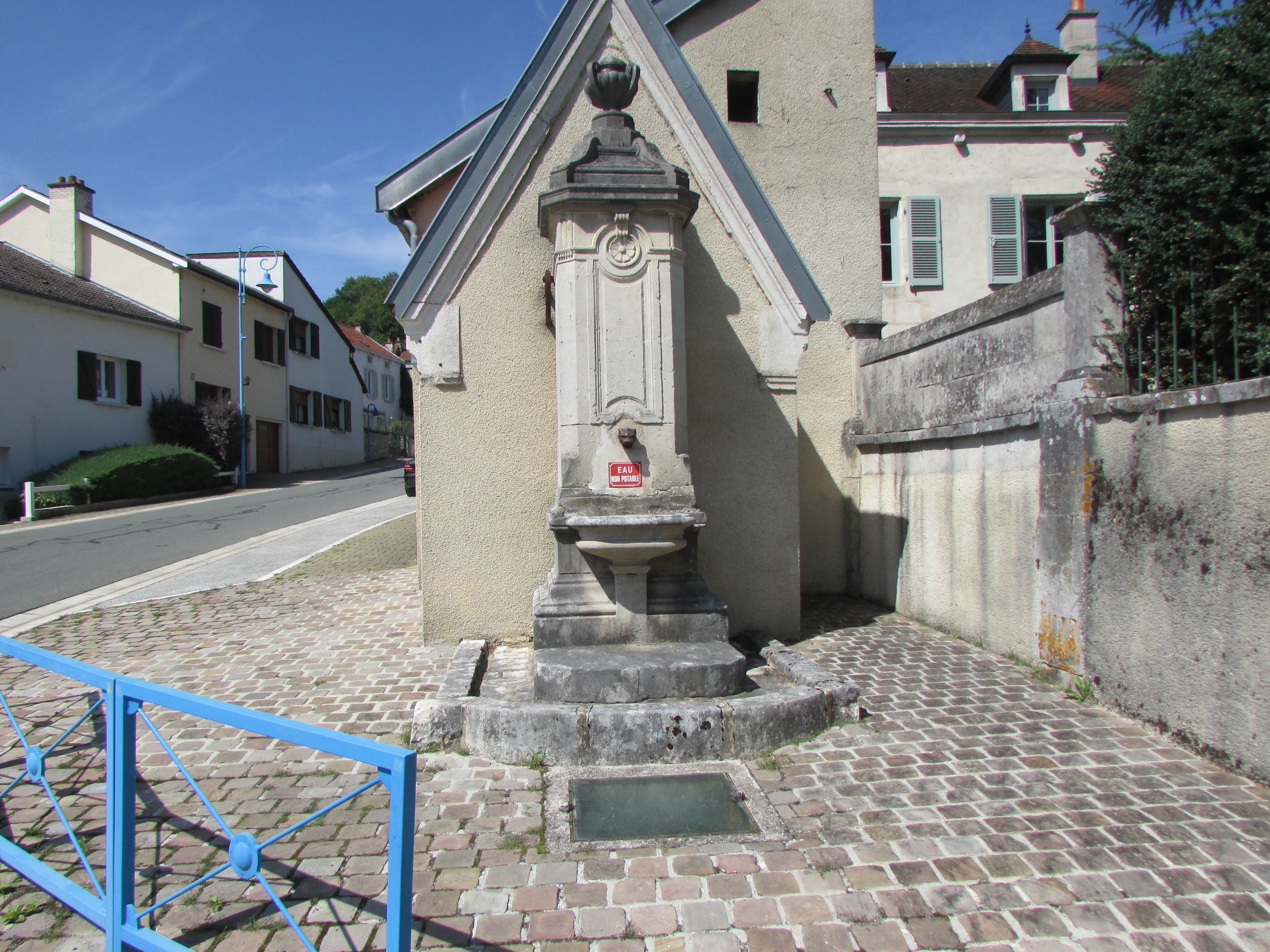
La fontaine.
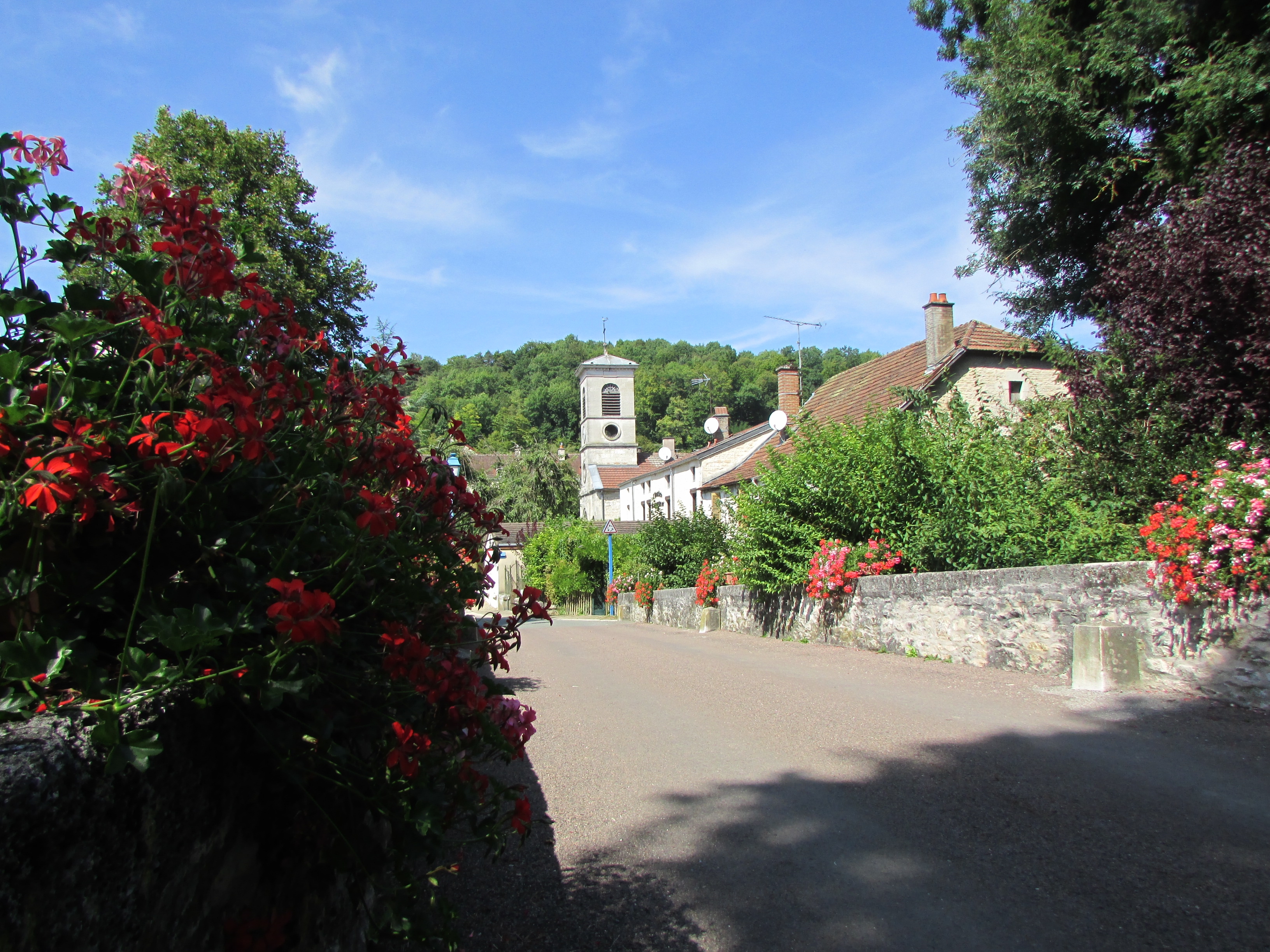
L'église et le vieux pont.
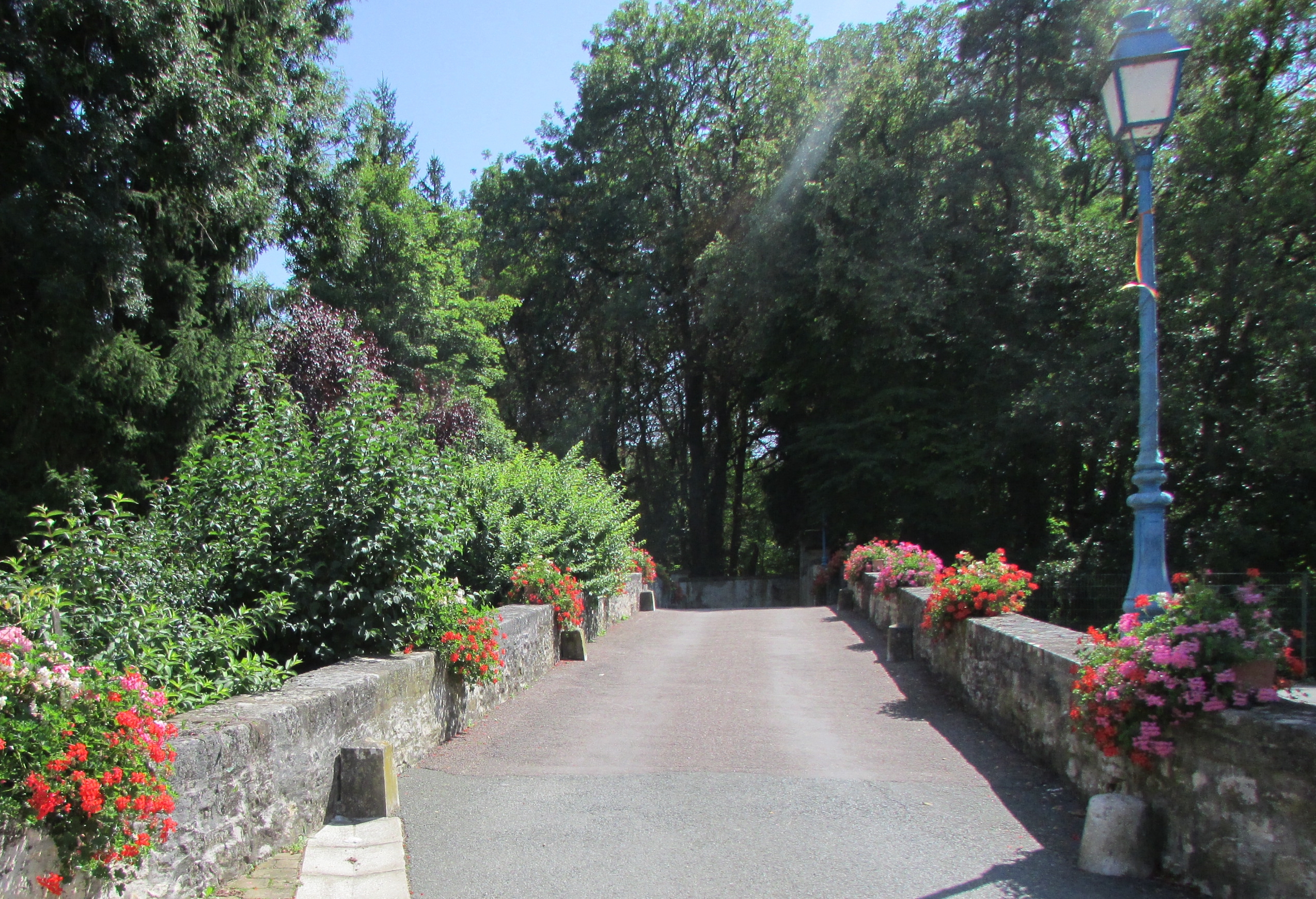
Vieux pont sur la Marne.
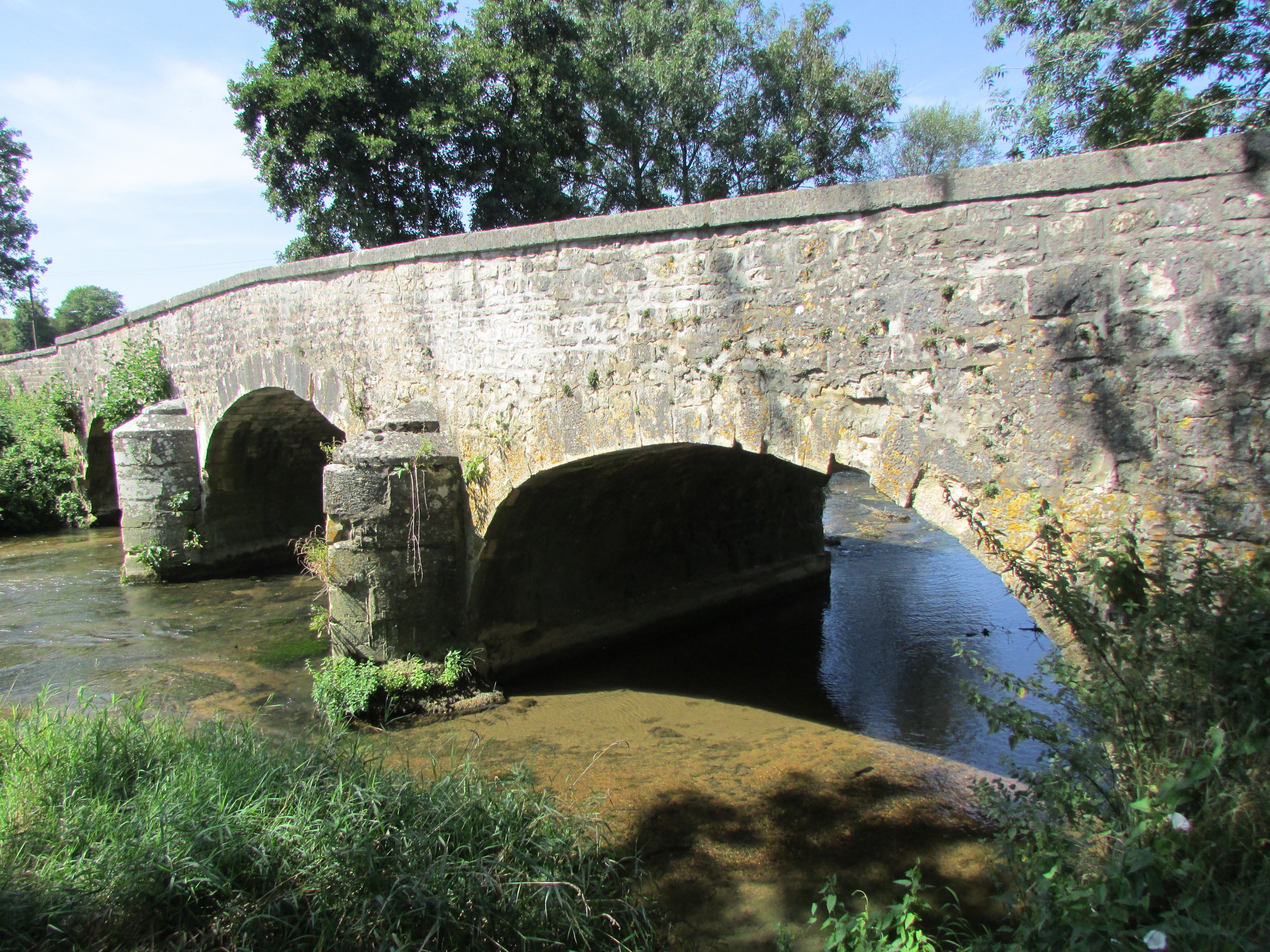
Autre vieux pont sur la Marne.
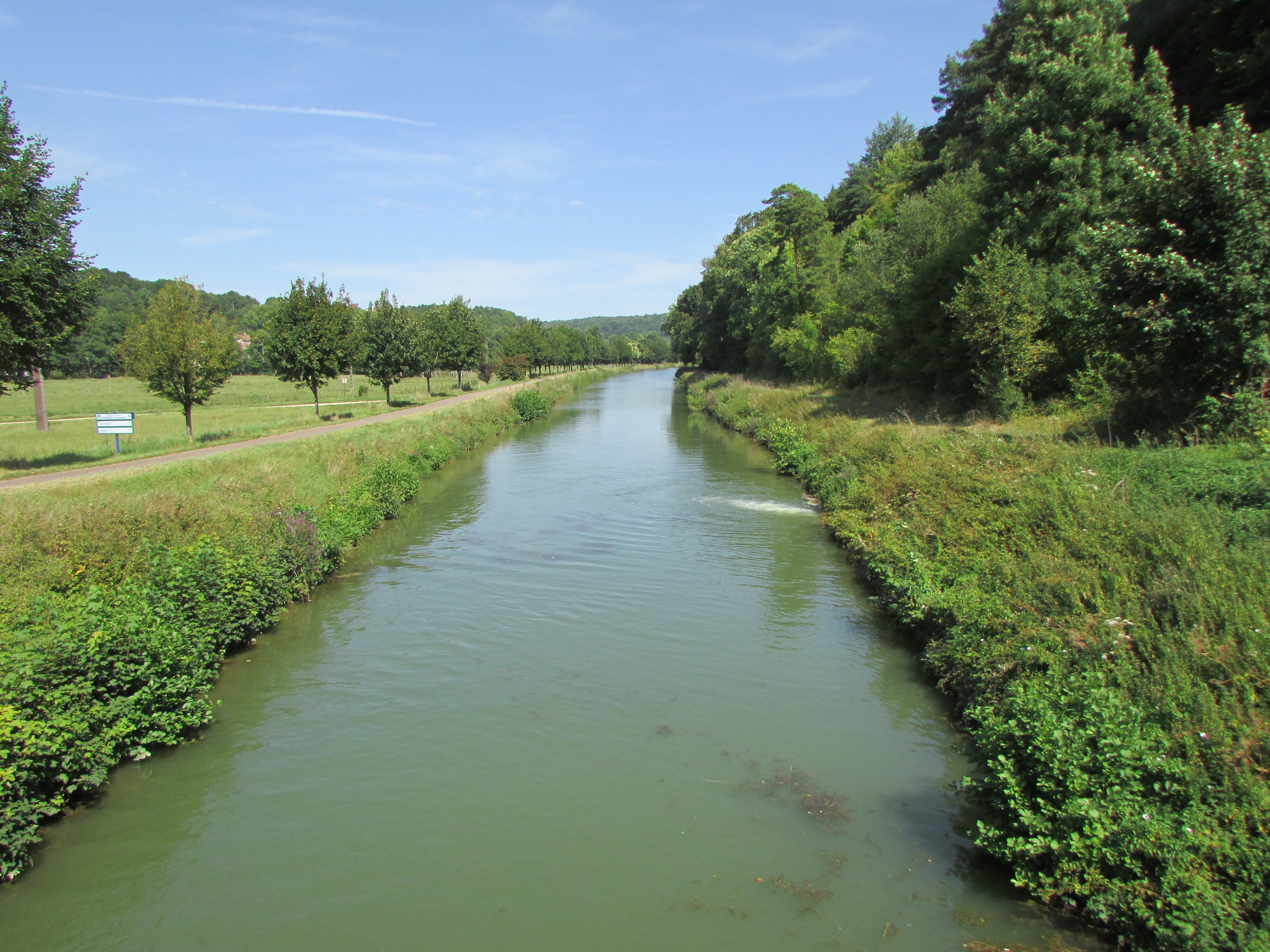
Le canal entre Champagne et Bourgogne.
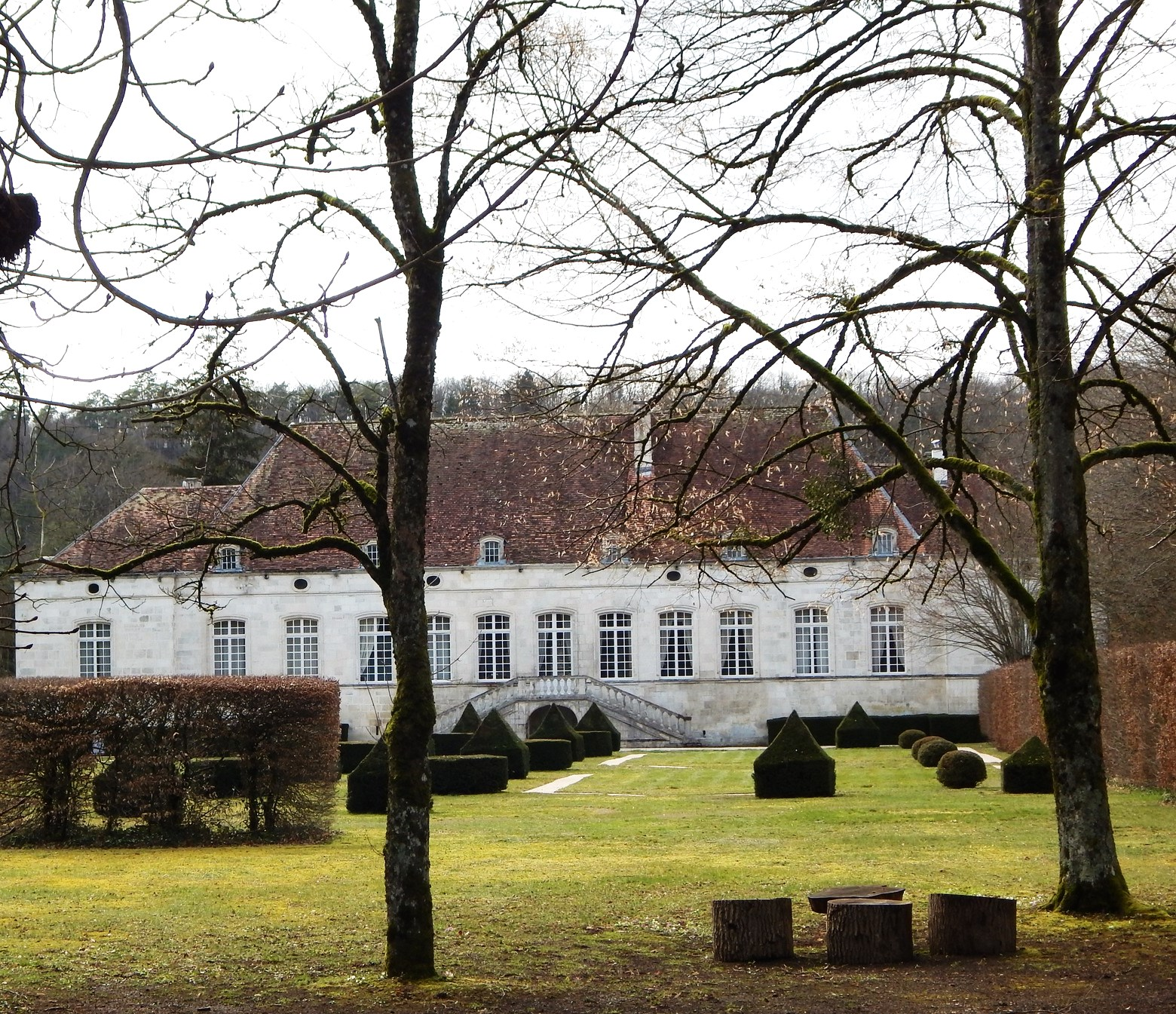
Le Château
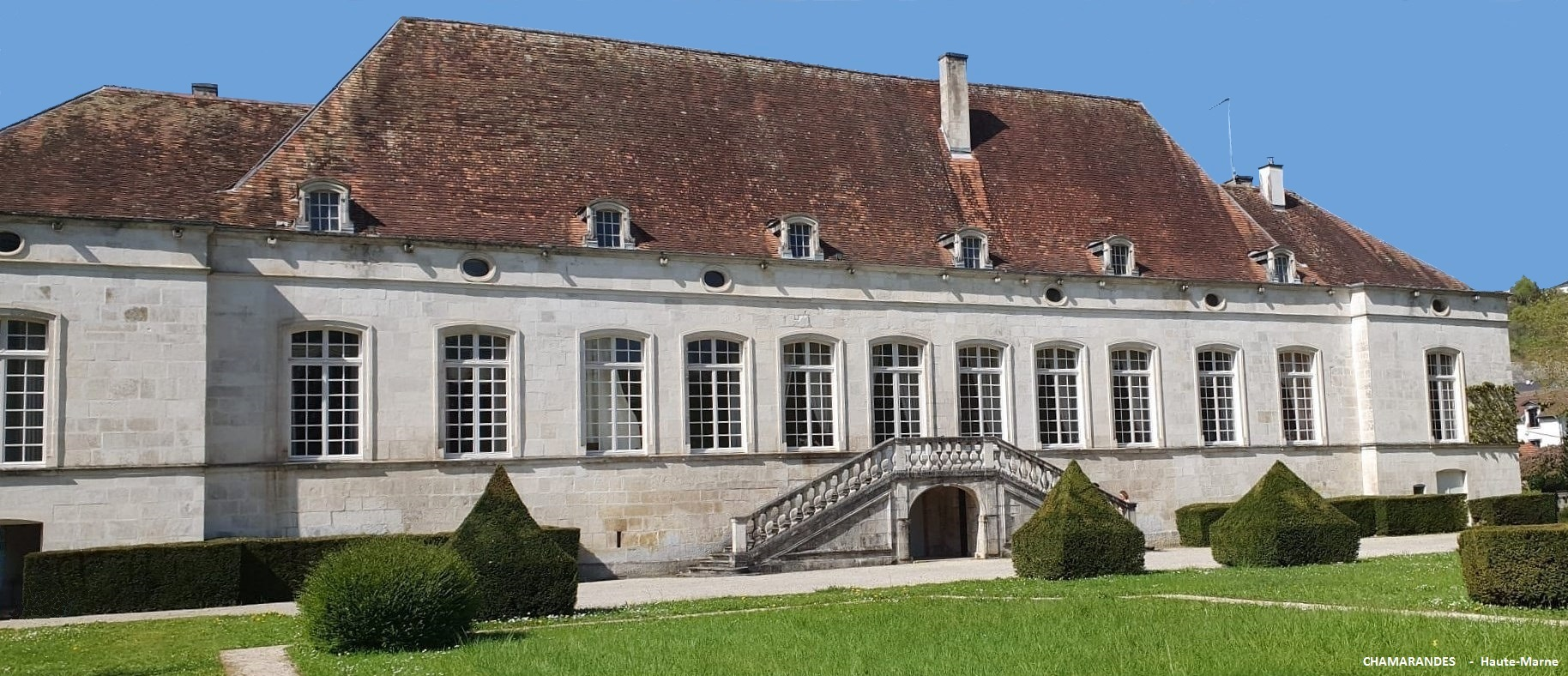
Le château et  Jardins de Chamarandes

- Château XVIIIe et jardins.
- Archives départementales.
- Laboratoire départemental d'analyse.
- Lycée agricole.
- Médiathèque départementale.

### Cartes postales anciennes

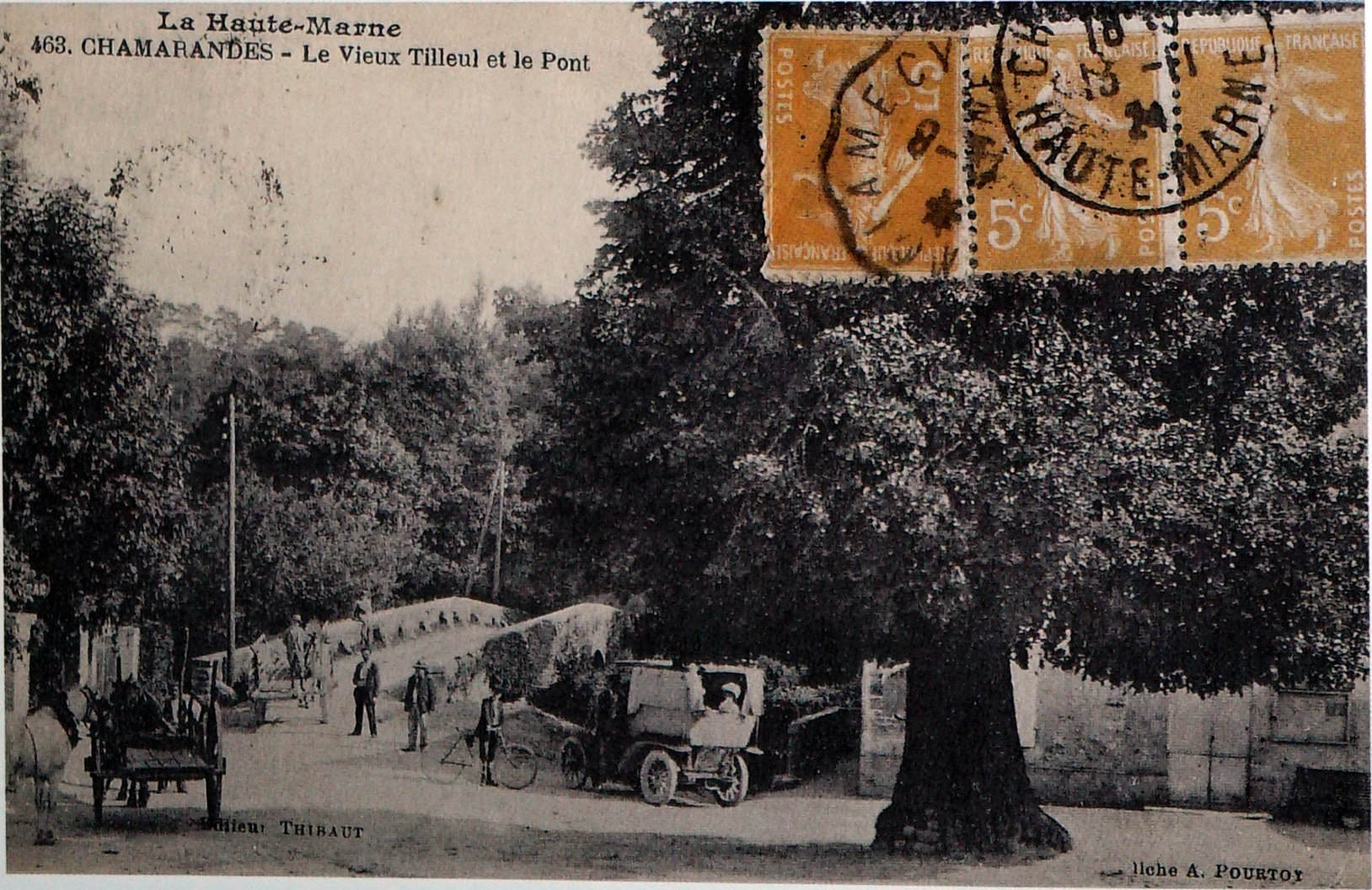
Vue du Chamarandes en 1924.
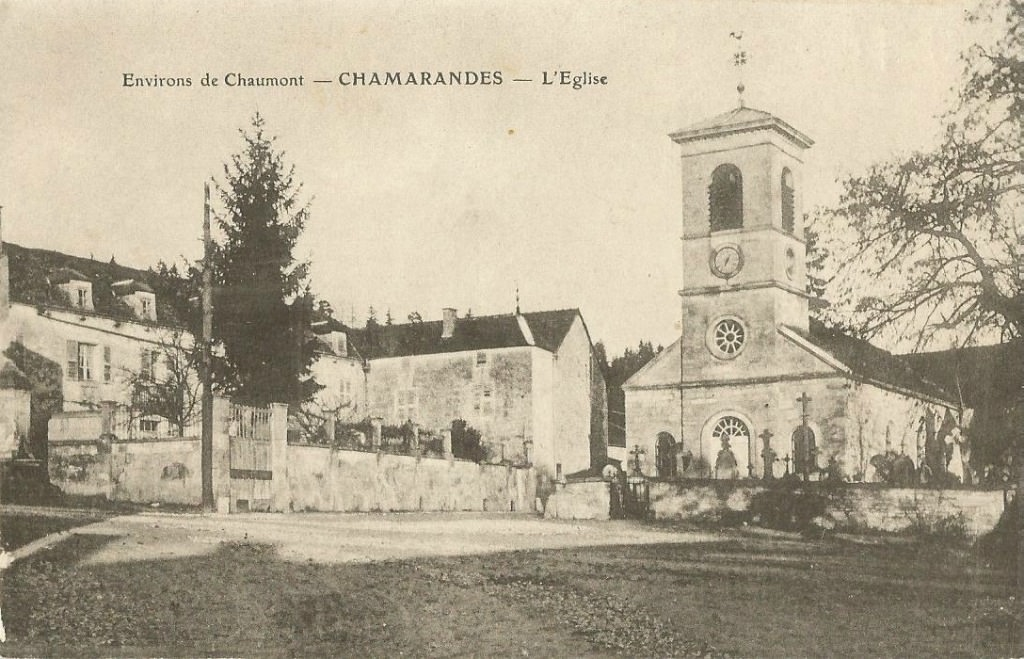
L'église de Chamarandes au début du XXè siècle.
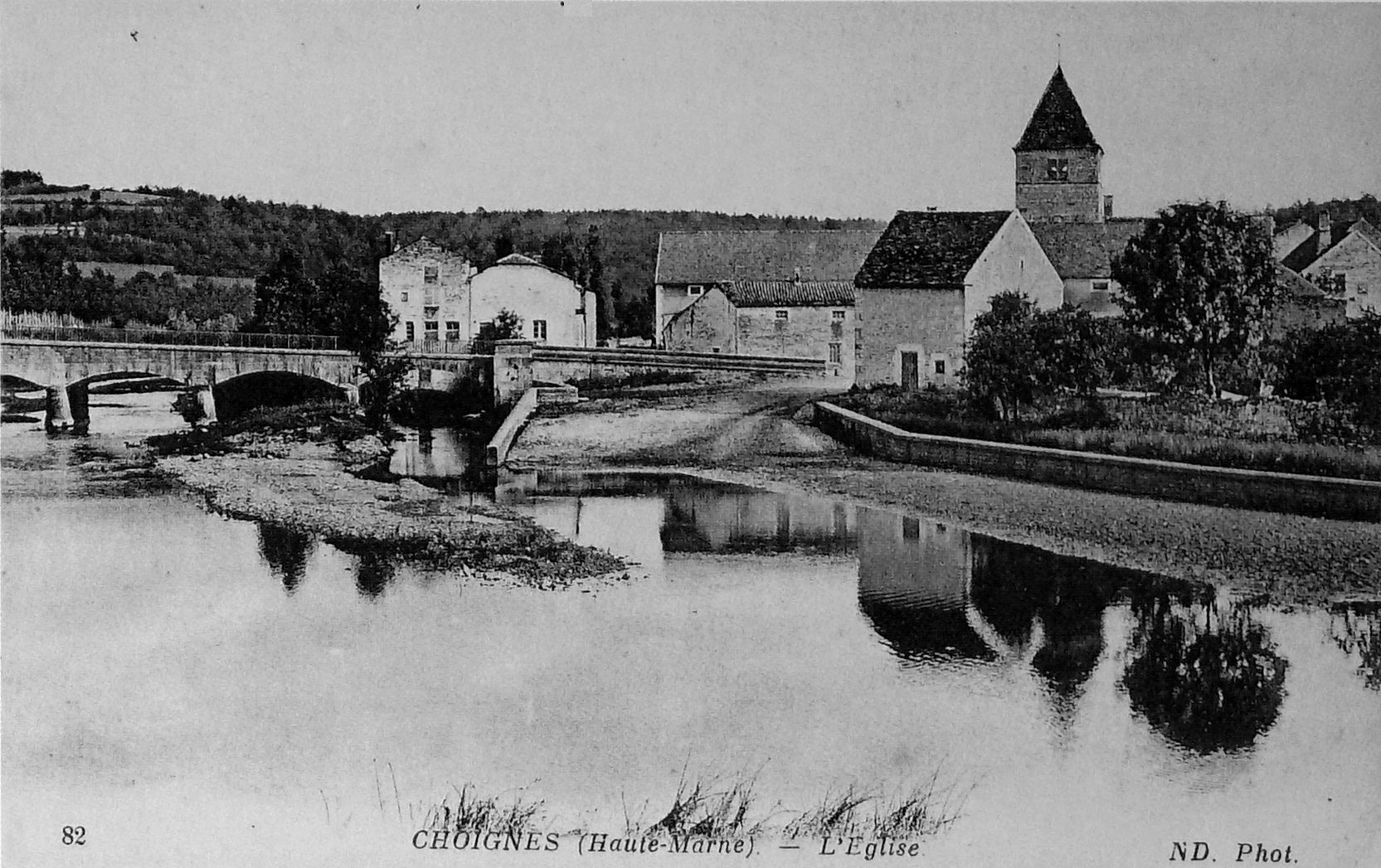
L'église de Choignes.
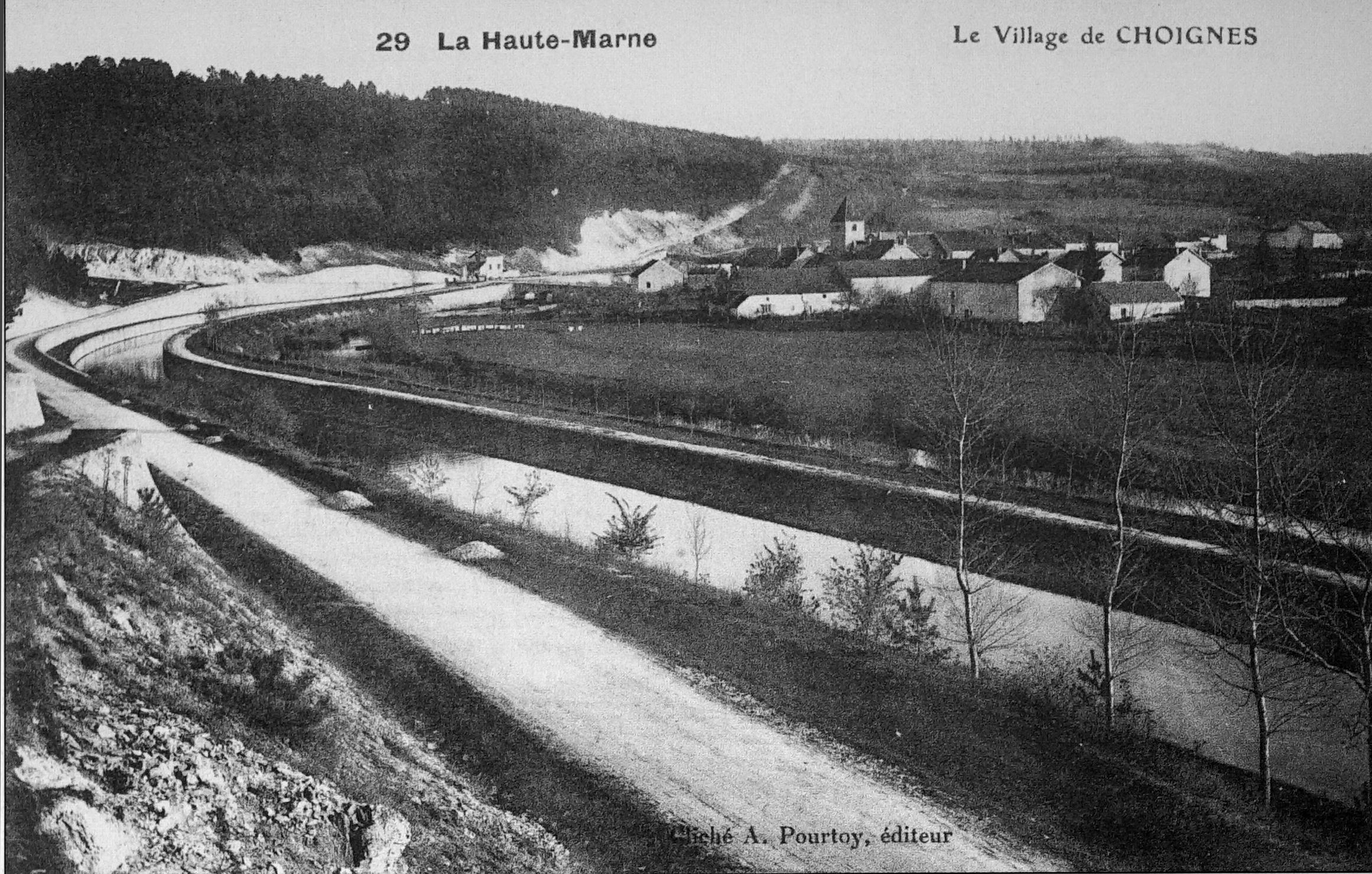
Choignes au siècle dernier au bord du canal de la Marne à la Saône.
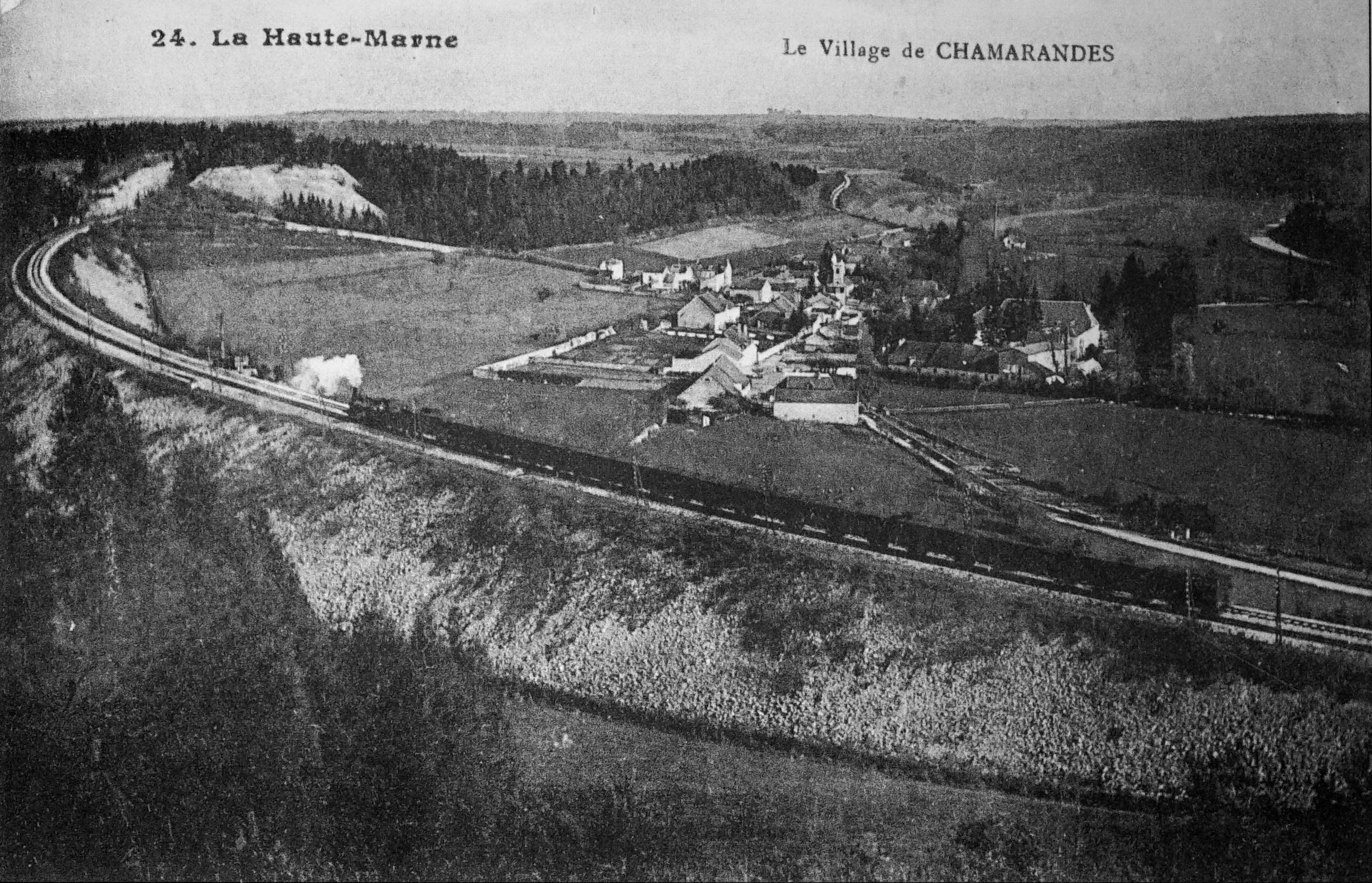
Chamarandes au bord de la voie ferrée.

### Personnalités liées à la commune
- Jean-Claude Perrin, né en 1936, ancien entraîneur d'athlétisme ;
- Jacques Saunier, né en 1924, ancien directeur général de l'École polytechnique.

### Héraldique
| Armes de Chamarandes-Choignes | Les armes de Chamarandes-Choignes se blasonnent ainsi : D'azur aux trois pals d'or. [réf. nécessaire] |